# Team Mirai
Team Mirai (チームみらい?   «Equipo Futuro») es un partido político japonés fundado por el ingeniero de inteligencia artificial y escritor de ficción Takahiro Anno. Obtuvo representación en la elección de la Cámara de Consejeros de Japón de 2025, a través de un escaño proporcional con 1 517 890 votos (2,6%).

## Líderes
| N.º | Líder (nacimiento–fallecimiento) | Líder (nacimiento–fallecimiento) | Distrito electoral | Inició            | Terminó    | Resultado electoral | Primer Ministro (período) | Primer Ministro (período) |
| --- | -------------------------------- | -------------------------------- | ------------------ | ----------------- | ---------- | ------------------- | ------------------------- | ------------------------- |
| 1   | Takahiro Anno (n. 1990)          |                                  |                    | 8 de mayo de 2025 | Incumbente |                     |                           |                           |
| 1   | Takahiro Anno (n. 1990)          | Ishiba 2024–presente             |                    | 8 de mayo de 2025 | Incumbente |                     |                           |                           |

## Resultados electorales

### Cámara de Consejeros
| Elección | Líder         | Distrito electoral | Distrito electoral | Distrito electoral | Lista de partido | Lista de partido | Lista de partido | Escaños  | Escaños | Escaños | Escaños | Posición | Estatus   |
| Elección | Líder         | Votos              | %                  | Escaños            | Votos            | %                | Escaños          | Elección | +/-     | Total   | +/-     | Posición | Estatus   |
| -------- | ------------- | ------------------ | ------------------ | ------------------ | ---------------- | ---------------- | ---------------- | -------- | ------- | ------- | ------- | -------- | --------- |
| 2025     | Takahiro Anno | 956 674            | 1.62               | 0/75               | 1 517 890        | 2.57             | 1/50             | 1/125    | Nuevo   | 1/248   | Nuevo   | 11°      | Oposición |